# 愛德華茲波特 (印地安納州)
愛德華茲波特（英語：Edwardsport）是一個位於美國印地安納州諾克斯縣的城鎮。

## 人口
根據2010年美國人口普查的數據，愛德華茲波特的面積為0.72平方千米，當中陸地面積為0.72平方千米，而水域面積為0.00平方千米。當地共有人口303人，而人口密度為每平方千米421人。